# Nokia 770
Le Nokia 770 Internet Tablet est un ordinateur développé par Nokia et originellement annoncé au sommet du LinuxWorld à New York le 25 mai 2005. Il est conçu pour l'Internet mobile et l'envoi d'e-mails et inclut des logiciels comme un lecteur de radio sur Internet ou encore un lecteur de flux RSS. Il n'intègre pas les fonctions d'un téléphone cellulaire.
Le produit a été mis en vente en Europe le 3 novembre 2005 aux alentours de 360 € alors qu'il est commercialisé  aux États-Unis à environ 360$. Depuis janvier 2007, Nokia commercialise le Nokia N800 présenté comme un successeur plus puissant du 770.

## Matériel
Le Nokia 770 possède un processeur Texas Instruments OMAP 1710 à 252 MHz. L'appareil a une définition d'écran de 800x480 pixels avec une résolution de 225 pixels par pouce. On accède à Internet par Wi-Fi (IEEE 802.11)b/g ou Bluetooth 1.2. Il intègre un emplacement pour cartes mémoires RS-MMC et un équipement de son : micro et haut-parleur. Il possède 64 Mio de RAM et 128 Mio de mémoire flash dont 64 Mio sont disponibles pour l'utilisateur.
L'appareil mesure 141x79x19 millimètres (longueur-largeur-épaisseur) et pèse 230 grammes, 185 grammes sans couvercle protecteur. Il est fabriqué en Allemagne et en Estonie.

## Logiciels
Le système d'exploitation est une version spéciale de Debian Linux (2.6.12) basé sur une interface utilisateur X Window et Hildon. L'appareil inclut un lecteur de fichiers PDF, le navigateur Opera et un lecteur de fichiers multimédia qui lit ces formats :
- Audio : MP3, RealAudio, MPEG-4, AAC, WAV, AMP, MP2
- Image : JPEG, GIF, BMP, TIFF, PNG, Animated GIF, SVG, ICO
- Vidéo : MPEG-1, MPEG-4, RealVideo, H.263, AVI, 3GP

La plate-forme de développement du Nokia 770 s'appelle Maemo.

### Internet Tablet OS 2006 edition
Le 16 mai 2006, Nokia annonce une nouvelle version du système d'exploitation qui inclut la plupart des demandes des utilisateurs de la tablette.
Les innovations les plus importantes sont le logiciel de VoIP et son logiciel de messagerie instantanée Jabber. Le programme de VoIP est compatible avec Google Talk. La mise à jour comprend le support des cartes RS-MMC de 2GB formatées en FAT. Cette mise à jour va être intégrée par défaut sur les tablettes les plus récentes ou sinon disponibles pour en mise à jour dès le 30 juin 2006. Le noyau Linux a été mis à jour vers la version 2.6.16 avec des modifications pour les processeurs OMAP.
Le 9 juin 2006, Nokia a sorti une version bêta d'un site permettant aux utilisateurs d'envoyer des sources de logiciels compatibles pour la tablette.
La version finale de la version 2006 du système d'exploitation est sortie le 30 juin 2006.

## Accessoires
En octobre 2006, Nokia sort le "Kit de navigation pour Nokia 770", incluant un récepteur GPS relié par Bluetooth, les cartes de l'Europe sur une carte 1 Gio et un support pour voiture.

## Sources
- « Nokia 770 Linux Internet Tablet hits shelves », InfoSync World (consulté le 5 novembre 2005)(en)
- « Nokia 770 Internet Tablet review », Ars Technica (consulté le 12 décembre 2005)(en)